# Похвистневский район
По́хвистневский райо́н — административно-территориальная единица (район) и муниципальное образование (муниципальный район) на северо-востоке Самарской области России. Расстояние до областного центра г. Самара 159 километров. По району проходит автотрасса Самара — Бугуруслан и железная дорога Самара — Уфа.
Административный центр — город Похвистнево (в состав района не входит).

## География
Похвистневский район расположен в лесостепной зоне. Площадь района — 2130 км², земель сельскохозяйственного назначения 145 тысяч гектаров; четверть территории района занимает лес.
Основные реки — Большой Кинель, Аманак, Савруша.

## История
Район образован в 1929 году как часть Средневолжской области. В 1933—1938 годах носил название Сосновский район.
История края уходит корнями в глубокую древность. Уже 3,5 тысячи лет назад люди находили эти места привлекательными, о чём свидетельствуют более 50 археологических памятников, самый древний — Малокинельский могильник срубной культуры эпохи бронзы (середина II тысячелетия до н. э.). Впоследствии в регионе распространились финно-угорские племена, которых вытеснили тюркские народности. В Средние века земли района были частью Волжской Булгарии, а с середины 13 века — Золотой Орды. После падения Золотой Орды этот край входил в Казанское Ханство, а в конце 16 века присоединен к Русскому царству.

## Население
| 2002    | 2008    | 2010    | 2011    | 2012    | 2013    | 2014    | 2015    | 2016    |
| ------- | ------- | ------- | ------- | ------- | ------- | ------- | ------- | ------- |
| 30 180  | ↘28 090 | ↗29 027 | ↘28 923 | ↘28 655 | ↘28 492 | ↘28 339 | ↘28 097 | ↘27 941 |
| 2017    | 2018    | 2019    | 2020    | 2021    |         |         |         |         |
| ↘27 693 | ↘27 317 | ↘26 873 | ↘26 521 | ↗26 558 |         |         |         |         |

### Национальный состав
По данным Всероссийской переписи населения 2021 года:
| Народ      | Численность, чел. | Доля от всего населения, % |
| ---------- | ----------------- | -------------------------- |
| русские    | 12 943            | 48,74 %                    |
| татары     | 4 288             | 16,15 %                    |
| чуваши     | 3 767             | 14,19 %                    |
| мордва     | 2 380             | 8,96 %                     |
| другие     | 1 051             | 3,96 %                     |
| не указали | 2 124             | 8 %                        |
| всего      | 26 553            | 100,00 %                   |

По переписи 2010 года
- Русские — 11 485 чел. (39,7 %)
- Татары — 6 357 чел. (22 %)
- Чуваши — 6 062 чел. (20,9 %)
- Мордва — 4 344 чел. (15 %)

## Муниципально-территориальное устройство
В муниципальный район Похвистневский входят 15 муниципальных образований со статусом сельского поселения:
| №  | Муниципальное образование           | Административный центр | Количество населённых пунктов | Население | Площадь, км2 |
| -- | ----------------------------------- | ---------------------- | ----------------------------- | --------- | ------------ |
| 1  | сельское поселение Алькино          | село Алькино           | 3                             | ↘1890     | 48,00        |
| 2  | сельское поселение Большой Толкай   | село Большой Толкай    | 1                             | ↗1648     | 166,72       |
| 3  | сельское поселение Красные Ключи    | село Красные Ключи     | 6                             | ↗1018     | 114,98       |
| 4  | сельское поселение Кротково         | село Кротково          | 7                             | ↘1238     | 255,22       |
| 5  | сельское поселение Малое Ибряйкино  | село Малое Ибряйкино   | 8                             | ↗1275     | 64,73        |
| 6  | сельское поселение Малый Толкай     | село Малый Толкай      | 5                             | ↘1034     | 125,84       |
| 7  | сельское поселение Мочалеевка       | село Мочалеевка        | 3                             | ↘1806     | 125,60       |
| 8  | сельское поселение Новое Мансуркино | село Новое Мансуркино  | 2                             | ↘1248     | 163,65       |
| 9  | сельское поселение Подбельск        | село Подбельск         | 6                             | ↗3390     | 46,66        |
| 10 | сельское поселение Рысайкино        | село Рысайкино         | 4                             | ↘1480     | 84,20        |
| 11 | сельское поселение Савруха          | село Савруха           | 8                             | ↘2555     | 231,39       |
| 12 | сельское поселение Среднее Аверкино | село Среднее Аверкино  | 10                            | ↘2652     | 156,59       |
| 13 | сельское поселение Староганькино    | село Староганькино     | 7                             | ↗1393     | 132,48       |
| 14 | сельское поселение Старопохвистнево | село Старопохвистнево  | 5                             | ↗1606     | 123,79       |
| 15 | сельское поселение Старый Аманак    | село Старый Аманак     | 4                             | ↗2325     | 264,31       |

### Населённые пункты
В Похвистневском районе 79 населённых пунктов.
| №  | Населённый пункт | Тип                     | Население | Муниципальное образование           |
| -- | ---------------- | ----------------------- | --------- | ----------------------------------- |
| 1  | 1239 км          | железнодорожный разъезд | 0         | сельское поселение Красные Ключи    |
| 2  | Абдул-Завод      | село                    | ↘176      | сельское поселение Кротково         |
| 3  | Аверкино         | железнодорожный разъезд | 13        | сельское поселение Красные Ключи    |
| 4  | Активный         | посёлок                 | 20        | сельское поселение Красные Ключи    |
| 5  | Александровка    | село                    | 84        | сельское поселение Савруха          |
| 6  | Алешкино         | село                    | 18        | сельское поселение Кротково         |
| 7  | Алькино          | село                    | 1772      | сельское поселение Алькино          |
| 8  | Антоновка        | посёлок                 | 13        | сельское поселение Савруха          |
| 9  | Атамановский     | посёлок                 | 16        | сельское поселение Кротково         |
| 10 | Ахрат            | село                    | 400       | сельское поселение Среднее Аверкино |
| 11 | Березовка        | посёлок                 | 0         | сельское поселение Савруха          |
| 12 | Большая Ега      | село                    | 396       | сельское поселение Красные Ключи    |
| 13 | Большой Толкай   | село                    | ↗1648     | сельское поселение Большой Толкай   |
| 14 | Васильевка       | посёлок                 | 1         | сельское поселение Савруха          |
| 15 | Верхний Кинель   | посёлок                 | 74        | сельское поселение Подбельск        |
| 16 | Волжанка         | посёлок                 | 6         | сельское поселение Подбельск        |
| 17 | Вязовка          | посёлок                 | 53        | сельское поселение Савруха          |
| 18 | Дмитриевка       | посёлок                 | 6         | сельское поселение Савруха          |
| 19 | Журавлиха        | посёлок                 | 180       | сельское поселение Малое Ибряйкино  |
| 20 | Земледелец       | посёлок                 | 64        | сельское поселение Старопохвистнево |
| 21 | Илингино         | посёлок                 | 31        | сельское поселение Староганькино    |
| 22 | Исаково          | село                    | 400       | сельское поселение Кротково         |
| 23 | Калиновка        | посёлок                 | 55        | сельское поселение Староганькино    |
| 24 | Камышевка        | посёлок                 | 13        | сельское поселение Малый Толкай     |
| 25 | Красная Нива     | посёлок                 | 38        | сельское поселение Среднее Аверкино |
| 26 | Красные Ключи    | село                    | 657       | сельское поселение Красные Ключи    |
| 27 | Красный Мост     | посёлок                 | 73        | сельское поселение Алькино          |
| 28 | Кротково         | село                    | 839       | сельское поселение Кротково         |
| 29 | Лагеревка        | посёлок                 | 2         | сельское поселение Красные Ключи    |
| 30 | Малоганькино     | посёлок                 | 12        | сельское поселение Староганькино    |
| 31 | Малое Ибряйкино  | село                    | 929       | сельское поселение Малое Ибряйкино  |
| 32 | Малый Толкай     | село                    | 1077      | сельское поселение Малый Толкай     |
| 33 | Мартыновка       | посёлок                 | 113       | сельское поселение Малое Ибряйкино  |
| 34 | Матьян           | посёлок                 | 79        | сельское поселение Среднее Аверкино |
| 35 | Мочалеевка       | село                    | 1314      | сельское поселение Мочалеевка       |
| 36 | Муравка          | железнодорожный разъезд | 13        | сельское поселение Среднее Аверкино |
| 37 | Нестеровка       | посёлок                 | 68        | сельское поселение Староганькино    |
| 38 | Нижнеаверкино    | село                    | 571       | сельское поселение Среднее Аверкино |
| 39 | Нижнеягодное     | село                    | 388       | сельское поселение Подбельск        |
| 40 | Новая Точка      | посёлок                 | 66        | сельское поселение Старопохвистнево |
| 41 | Новое Мансуркино | село                    | 1207      | сельское поселение Новое Мансуркино |
| 42 | Новокротково     | посёлок                 | 2         | сельское поселение Кротково         |
| 43 | Новомочалеевка   | посёлок                 | 135       | сельское поселение Кротково         |
| 44 | Новоникольский   | посёлок                 | 67        | сельское поселение Среднее Аверкино |
| 45 | Новорысайкино    | посёлок                 | 73        | сельское поселение Рысайкино        |
| 46 | Новый Аманак     | село                    | 115       | сельское поселение Старый Аманак    |
| 47 | Нугайка          | посёлок                 | 182       | сельское поселение Алькино          |
| 48 | Первомайск       | село                    | 704       | сельское поселение Мочалеевка       |
| 49 | Передовка        | посёлок                 | 131       | сельское поселение Малый Толкай     |
| 50 | Перле-Вейса      | посёлок                 | 32        | сельское поселение Малое Ибряйкино  |
| 51 | Подбельск        | село                    | ↘3017     | сельское поселение Подбельск        |
| 52 | Пример           | посёлок                 | 169       | сельское поселение Мочалеевка       |
| 53 | Рысайкино        | село                    | ↘899      | сельское поселение Рысайкино        |
| 54 | Рябиновка        | посёлок                 | 31        | сельское поселение Малое Ибряйкино  |
| 55 | Савруха          | село                    | 2441      | сельское поселение Савруха          |
| 56 | Сапожниковский   | посёлок                 | 7         | сельское поселение Старый Аманак    |
| 57 | Северный Ключ    | село                    | 216       | сельское поселение Савруха          |
| 58 | Сирмабусь        | посёлок                 | 40        | сельское поселение Староганькино    |
| 59 | Скородумовка     | посёлок                 | 0         | сельское поселение Малое Ибряйкино  |
| 60 | Сосновка         | село                    | 307       | сельское поселение Новое Мансуркино |
| 61 | Среднее Аверкино | село                    | 1518      | сельское поселение Среднее Аверкино |
| 62 | Среднеягодный    | посёлок                 | 14        | сельское поселение Подбельск        |
| 63 | Староганькино    | село                    | 715       | сельское поселение Староганькино    |
| 64 | Старомансуркино  | село                    | 67        | сельское поселение Старый Аманак    |
| 65 | Старопохвистнево | село                    | 1296      | сельское поселение Старопохвистнево |
| 66 | Старый Аманак    | село                    | 1930      | сельское поселение Старый Аманак    |
| 67 | Стюхино          | село                    | 500       | сельское поселение Староганькино    |
| 68 | Сукаевка         | посёлок                 | 133       | сельское поселение Старопохвистнево |
| 69 | Султангулово     | село                    | 556       | сельское поселение Рысайкино        |
| 70 | Таволжанка       | посёлок                 | 35        | сельское поселение Среднее Аверкино |
| 71 | Терегель         | посёлок                 | 68        | сельское поселение Рысайкино        |
| 72 | Тунгуз           | железнодорожный разъезд | 10        | сельское поселение Малый Толкай     |
| 73 | Филипповка       | посёлок                 | 45        | сельское поселение Среднее Аверкино |
| 74 | Чекалинка        | посёлок                 | 194       | сельское поселение Среднее Аверкино |
| 75 | Чувикс           | железнодорожный разъезд | 0         | сельское поселение Подбельск        |
| 76 | Шиповка          | посёлок                 | 13        | сельское поселение Малый Толкай     |
| 77 | Ягана-Ту         | посёлок                 | 85        | сельское поселение Малое Ибряйкино  |
| 78 | Ясная Поляна     | посёлок                 | 61        | сельское поселение Малое Ибряйкино  |
| 79 | Ятманка          | посёлок                 | 46        | сельское поселение Старопохвистнево |

### Упразднённые населённые пункты
Законом Самарской области от 12 мая 2014 года № 45-ГД был упразднён посёлок Подбельщина сельского поселения Мочалеевка.

## Экономика
Похвистневский район является сельскохозяйственным и нефтегазодобывающим районом. Крупные предприятия — ЗАО «Северный ключ», ОАО «Похвистневскагропромснаб», ОАО «Комбикорм», ОАО «Маслозавод Похвистневский», 2 элеватора, Райпо, МАТП Похвистневского района, МУП «МТС Похвистневского района», МУП «Фонд содействия развития АПК», ОАО «Похвистневская АПК».
Самыми крупными и рентабельными сельскохозяйственными предприятиями района являются ЗАО «Северный ключ», сельхозартель имени Пушкина. ЗАО «Северный ключ» производит 1/3 мяса свинины области, занимает 1 место в области по производству мяса свинины, входит в список 300 российских лидеров.
На территории Похвистневского района расположены месторождения нефти, по запасам которой район занимает 9 место среди городов и районов Самарской области. Минерально-сырьевую базу Похвистневского района образуют углеводородное сырьё, минерально-строительное сырьё, горно-химическое сырьё, подземные воды.

## Транспорт
Район имеет развитую сеть дорог с твердым покрытием, соединяющую центральные усадьбы с районным центром, а также со всеми соседними муниципальными образованиями. С областным центром имеется железнодорожное и автобусное сообщение. Транспортная инфраструктура района сформирована автомобильной дорогой республиканского значения и транссибирской железной дорогой.

## Здравоохранение
Похвистневский район обслуживает ГБУЗ Самарской области «Похвистневская центральная больница города и района».

## Достопримечательности
Рекреационные ресурсы района представлены такими памятниками природы республиканского значения, как Подбельские пойменные дубравы, Ятманские широколиственные леса, Мочалеевские реликтовые нагорные дубравы, Похвистневские пригородные дубравы, гора Копейка, а также санаторный оздоровительный лагерь круглосуточного действия (СОЛКД) «Дискавери» на базе отдыха «Нефтяник», Михайло-Архангельский храм в селе Красные Ключи, медресе в с. Алькино.
Из кургана в селе Рысайкино происходит рысайкинская надпись — возможно, древнейшая из числа найденных на территории России.

## Известные жители
- Бережков, Николай Борисович (1922—1959) — Герой Советского Союза
- Бикулов, Нурхатим Зарифович (1937—2018) — российский художник
- Бондарев, Александр Митрофанович (1923—1996) — Герой Советского Союза
- Бурденюк, Анатолий Акимович (1922—1941) — лётчик
- Виноградов, Владимир Николаевич (1924—1987) — советский учёный, специалист по лесоведению, лесоводству и лесомелиорации, академик ВАСХНИЛ
- Втулкин, Михаил Алексеевич (1929—1991) — эрзянский поэт, писатель, прозаик, журналист
- Душарин, Иван Трофимович (род. 1947) — альпинист, тренер, Мастер спорта СССР (1982), Мастер спорта России международного класса (1992)
- Журавлёв, Числав Григорьевич (род. 1935) — эрзянский поэт, писатель, прозаик
- Кириллов, Пётр Семёнович (1910—1955) — эрзянский писатель
- Козлов, Николай Михайлович (1926—1983) — Герой Советского Союза
- Люлякина, Серафима Марковна (1922—1993) — эрзянская сказительница, писатель
- Погильдяков, Вениамин Васильевич (1926—2001) — чувашский писатель и кинодраматург
- Шулайкин, Александр Михайлович (1923—2010) — полный кавалер Ордена Славы[22]
- Яшнев, Алексей Степанович (1906—1945) — Герой Советского Союза
- Фомина, Акулина Павловна